# Edward Furlong
Edward Walter Furlong (ur. 2 sierpnia 1977 w Glendale) – amerykański aktor filmowy i telewizyjny.

## Życiorys

### Wczesne lata
Urodził się w Glendale w stanie Kalifornia jako syn Amerykanki, rosyjskiego i meksykańskiego pochodzenia, Eleanor Torres (z domu Tafoya). Matka nigdy nie powiedziała mu nic o ojcu, co utrudniało relacje z nią. W 1991 roku Eddie został przyjęty przez ciotkę Nancy Tafoya po jej wygranej walce w długim sporze prawnym z Eleanor. Swoje nazwisko przyjął od wujka Seana Furlonga. Wychował się z przyrodnim bratem Bobym ze związku matki z Moisesem Torresem.

### Kariera
Nie miał aktorskich ambicji. Jako 12-latek został zaproszony na casting do roli młodego Johna Connora, który w przyszłości poprowadzi ludzi do walki przeciwko maszynom. Jego talent odkryła Mali Finn odpowiedzialna za casting do drugiej części filmu Jamesa Camerona Terminator 2: Dzień sądu (Terminator 2: Judgment Day, 1991). To właśnie za jej sprawą miał okazję zadebiutować na dużym ekranie u boku Arnolda Schwarzeneggera (przeprogramowany Terminator T-800) i Lindy Hamilton (Sarah Connor). Za tę rolę zdobył nagrodę filmową MTV w kategorii najlepszy debiut i nagrodę Saturna w kategorii sci-fi dla najlepszego młodego aktora. Od tego momentu obrał niekonwencjonalną drogę przez Hollywood, dzięki której udało mu się pracować z wieloma najważniejszymi ludźmi z branży filmowej.
Pojawił się też w teledysku zespołu Thin Lizzy „The Boys Are Back in Town” (1991), grupy Aerosmith „Livin’ on the Edge” (1993) i Metallica „The Unnamed Feeling” (2004).
Za rolę Nicka Kelsona, dwunastoletniego syna notorycznego złodzieja (Jeff Bridges), który wyszedł właśnie z więzienia w dramacie Martina Bella Serce Ameryki (American Heart, 1992) został nominowany do nagrody Independent Spirit Awards w kategorii najlepszy aktor drugoplanowy. Wystąpił także w dramacie Tony’ego Billa Nasz własny dom (A Home of Our Own, 1993) z Kathy Bates, Mała Odessa (Little Odessa, 1994) z Timem Rothem, w horrorze Elektroniczna ruletka (Brainscan, 1994) i Harfa Traw (The Grass Harp, 1995) z Walterem Matthau. W dramacie kryminalnym Barbet Schroeder Wczoraj i Dziś (Before And After, 1996) z Meryl Streep i Liamem Neesonem wcielił się w nastolatka oskarżonego o brutalne morderstwo swojej dziewczyny.
W 1992 rozpoczął karierę muzyczną w Japonii, a swego czasu jego piosenka Hold On Tight na jednej z tamtejszych list przebojów wyprzedziła I Will Always Love You autorstwa Whitney Houston.
W kontrowersyjnym dramacie Tony’ego Kaye’a Więzień nienawiści (American History X, 1998) zagrał młodego neonazistę, który za wszelką cenę chce naśladować swojego brata (Edward Norton). W komedii Fotokłopoty (Pecker, 1998) wystąpił w roli pracującego w sklepie 18-latka, zapalonego fotografa amatora, którego prace przypadają do gustu właścicielce galerii w Nowym Jorku. W muzycznej komedii Detroit Rock City (1999) zagrał zdesperowanego licealistę, który stara się za wszelką cenę dostać na koncert zespołu KISS. Przez dwa lata był związany z Natashą Lyonne, koleżanką z planu Detroit Rock City.
W dramacie więziennym Steve’a Buscemi Gniazdo os (Animal Factory, 2000) wcielił się w młodego więźnia, gdzie poznaje doświadczonego skazańca (Willem Dafoe), który bierze go pod swoje skrzydła i zostaje jego mentorem. Wystąpił potem w dreszczowcu Trzy ślepe myszki (Three Blind Mice, 2003) i Kruk 4 (The Crow IV Wicked Prayer, 2005) jako mężczyzna, który odradza się, by pomścić śmierć ukochanej, zamordowanej przez satanistyczny gang Jeźdźców Apokalipsy.

### Życie prywatne
W wieku 16 lat opuścił rodzinny dom i związał się z 13 lat starszą od niego agentką Jacqueline Louise Domac, którą poznał w czasie kręcenia Terminatora 2. Byli razem od 1993 do 1999 roku, kiedy Domac oskarżyła go o pobicie.
19 kwietnia 2006 poślubił Rachael Bellę, z którą ma syna Ethana (ur. 21 września 2006). Jednak 8 lipca 2009 doszło do separacji, a w 2014 roku do rozwodu.
W grudniu 2006 roku był uzależniony od alkoholu oraz narkotyków (heroiny i kokainy). W maju 2013 trafił też do więzienia z powodu stosowania przemocy wobec swoich partnerek. Ponadto przegrał proces w sprawie opieki nad swoim synem, ponieważ była partnerka oskarżyła go, że naraził dziecko na kontakt z kokainą, twierdząc, że w jego organizmie wykryto ich obecność.

## Wybrana filmografia
- 1991: Terminator 2: Dzień sądu (Terminator 2: Judgment Day) jako John Connor
- 1992: Smętarz dla zwierzaków II jako Jeff Matthews
- 1992: Serce Ameryki (American Heart) jako Nick Kelson
- 1993: Nasz własny dom (A Home of Our Own) jako Shayne Lacey
- 1994: Mała Odessa (Little Odessa) jako Reuben Shapira
- 1994: Elektroniczna ruletka (Brainscan) jako Michael Brower
- 1995: Harfa Traw (The Grass Harp) jako Collin Fenwick
- 1996: Wczoraj i Dziś (Before And After) jako Jacob Ryan
- 1998: Więzień nienawiści (American History X) jako Daniel Vinyard
- 1998: Fotokłopoty (Pecker) jako Pecker
- 1999: Detroit Rock City jako Hawk
- 2000: Gniazdo os (Animal Factory) jako Ron Decker
- 2003: Trzy Ślepe Myszki (Three Blind Mice) jako Thomas Cross
- 2005: Kruk 4 (The Crow IV Wicked Prayer) jako Jimmy Cuervo
- 2011: The Green Hornet 3D (The Green Hornet) jako Pan Tupper
- 2019: Terminator: Mroczne przeznaczenie (Terminator: Dark Fate) jako John Connor (rola cameo motion capture)[10][11]